# DSB S (II)
Die Baureihe DSB S (II) war eine Personenzugtenderlokomotiv-Baureihe der dänischen Staatsbahnen Danske Statsbaner (DSB) mit der Bauart 1’C2’ h3t. Der Entwurf der Lokomotive stammte von August Meister.

## Geschichte
Die Züge auf den von Kopenhagen ausgehenden Lokalbahnen nach Klampenborg, Holte, Hillerød, Rungsted, Helsingør und Frederikssund wurden um 1900 durch die Tenderlokomotiven der 1’B1’-Baureihe O befördert. Diese Züge bestanden aus zweiachsigen Abteilwagen, offenen Holzwagen und den ersten dänischen Doppelstockwagen. Auf der Kystbane (deutsch Küstenbahn) Kopenhagen–Hellerup–Helsingør und der Nordbane (deutsch Nordbahn) Kopenhagen–Hillerød–Helsingør wurden die Züge nach und nach schwerer, so dass die O-Lokomotiven nicht mehr ausreichten.
Deshalb wurden von der Lokomotivfabrik Borsig in Berlin Zeichnungen für eine neue dreifach gekuppelte Lokomotive mit drei Zylindern gefertigt, denen der Auftrag für zwei Maschinen als Vorserie folgte. 1924 wurden diese von Borsig geliefert. Da sie auf relativ kurzen Strecken im Vorortverkehr von Kopenhagen eingesetzt werden sollten, wurden sie als Tenderlokomotiven gebaut, die in beiden Fahrtrichtungen gleich schnell fahren konnten. Dies ersparte an den Endbahnhöfen das Drehen der Lokomotiven auf Drehscheiben.
Die vordere Laufachse wurde als Bisselachse ausgeführt. Der Innenzylinder saß sehr hoch, damit die Treibstange über die erste Radsatzwelle geführt werden konnte. Alle drei Treibstangen griffen an der mittleren Kuppelachse an. Das Führerhaus war vollständig geschlossen, die Türen hatten Fenster. Der Wasservorrat von 10 m³ wurde in zwei großen seitlichen Wasserkästen mitgeführt, die vom Führerhaus bis zum vorderen Ende der Rauchkammer reichten. Zusätzlich hatten die Lokomotiven einen Rahmenwasserkasten unter dem Führerhaus. Die Puffer wurden erstmals in Dänemark als schwere Zylinderpuffer ausgeführt. Die maximale Zuglast betrug 350 Tonnen für Personenzüge und 700 Tonnen für Güterzüge. Die Achslast belief sich auf 16,9 Tonnen.
Die beiden ersten Maschinen wurden 1924 über Padborg nach Fredericia gebracht. Auf Grund der Abmessungen und des Gewichtes wurden für die Überführung nicht die zweigleisigen Eisenbahnfähren über den Großen Belt gewählt, sondern der Umweg über die Fährverbindung Fredericia–Masnedø genommen, wo eine eingleisige Fähre benutzt werden konnte. Die erste Stationierung erfolgte in Korsør.
Die übrigen 18 Exemplare baute die Lokomotivfabrik Frichs in Århus. Grund dafür war die staatliche Vorgabe, dass einheimische Firmen bei Aufträgen zu bevorzugen sind, um die heimische Wirtschaft zu stärken. 1927 begann die Lieferung. Die ersten fünf Lokomotiven nahmen ebenfalls die Fähre von Fredericia nach Masnedø. Als im Juni 1927 mit der M/F Korsør die erste dreigleisige Fähre über den Großen Belt in Betrieb genommen wurde, konnten die restlichen 13 Maschinen direkt über die Mittelspur dieses Schiffes befördert werden.

## Einsätze
Die beiden Borsig-Lokomotiven blieben bis 1927 auf der Vestbane. Ab diesem Jahr wurden sie mit den Frichs-Lokomotiven für die Zugförderung auf Kystbanen und Nordbanen verwendet.
Nach Elektrifizierung der Strecke zwischen Klampenborg und Holte, die in Abschnitten durchgeführt und am 15. Mai 1936 abgeschlossen wurde, wurden Lokomotiven der Baureihe S (II) auf der Nordvestbane zwischen Kopenhagen und Kalundborg, erneut auf der Vestbane und auf der Sydbane zwischen Kopenhagen und Nykøbing Falster eingesetzt. Nach Eröffnung der Storstrømsbroen 1937, die den durchgehenden Zugverkehr bis Gedser ermöglichte, wurden die Kohlenkästen vergrößert, so dass sie nunmehr vier Tonnen fassen konnten. Dies geschah, indem der Kohlenkasten erhöht und nach hinten verlängert wurde, so dass er über die Puffer ragte. Damit erhöhte sich die Dienstmasse entsprechend. Unabhängig von dieser Maßnahme wurden bei den Fahrten nach Gedser jeweils in Næstved Kohlen nachgefasst.
Die Lokomotiven waren immer auf Seeland und Falster im Einsatz. Für Nahverkehrszüge zwischen Rungsted und Hillerød waren drei Lokomotiven eingeteilt, die stets mit dem Schornstein nach Norden fuhren. Für die Züge der Kystbane nach Helsingör wurden die Maschinen fast immer in Kopenhagen und Helsingör gedreht.

## Umbauten
Bei den Einsätzen auf Kystbanen und Nordbanen mussten die Züge durch den Boulevardtunnel mit Halt im Tunnel im Bahnhof Nørreport fahren. Um die Abdampfentwicklung im Tunnel zu vermeiden, wurden die Lokomotiven in den frühen 1930er Jahren mit einer Kondensationseinheit ausgestattet, mit der der Dampf in die großen seitlichen Wasserkästen zurückgeleitet wurde. Da somit das Wasser erwärmt wurde, konnten keine Injektoren verwendet werden, und es mussten Speisewasserpumpen des Herstellers Worthington eingebaut werden. Diese wurde vor der linken Führerhaustreppe angebracht.
Der erhöhte Kessel und der sehr kurze Schornstein führten durch die Rauchgase zu Sichtbehinderung der Lokmannschaften. Deshalb wurden zwischen 1935 und 1939 große Windleitbleche angebracht. Die bei Lieferung nur auf die drei Kuppelachsen wirkenden Saugluftbremsen wurden 1940/41 auf Druckluftbremsen umgebaut, die auf alle Räder wirkten. Der Kompressor wurde an der rechten Führerhausseite angebracht.
Die Lokomotiven hatten ursprünglich Gasbeleuchtung. Zwischen 1931 und 1934 war 734 versuchsweise mit einem Turbogenerator ausgestattet. Zwischen 1951 und 1954 wurden alle Lokomotiven der Baureihe mit Turbogeneratoren ausgerüstet.

## Unglücke
Lokomotive 736 entgleiste am 6. November 1942 nördlich des Bahnhofes Espergærde als Folge von Sabotage. Dabei stürzte die Lokomotive um, das Personal kam mit leichten Verletzungen davon. Dies war der erste Fall von Eisenbahn-Sabotage in Dänemark während des Zweiten Weltkriegs.

## Ausmusterungen und erhaltene Lokomotiven
Die Abstellungen und Ausmusterungen begannen 1961. Die 728 und 732 waren 1970 die letzten Lokomotiven, die im Betriebsdienst eingesetzt waren. Bis auf wenige Exemplare wurden alle verschrottet.
Erhalten sind:
- 736, die nach dem Sabotageakt 1942 wieder aufgebaut wurde. Sie wird in Roskilde von DSB Museumstog, einer Abteilung des Dänischen Eisenbahnmuseums, betriebsfähig erhalten. Die Lokomotive wurde am Samstag, den 14. September 2019 letztmals eingesetzt, weil die Kesselfrist abgelaufen war. Die Lokomotive ist ein registriertes Museumsstück und national geschütztes Kulturerbe, das erhalten bleiben muss. Das Museum kann jedoch den notwendigen betriebsfähigen Unterhalt nicht mehr leisten.[4][5]
- 740, wird bei Nordsjællands Veterantog in Rungsted wieder hergerichtet.[6] Diese Lokomotive wurde 1979 an die Nene Valley Railway in England verkauft. Im Film James Bond 007 – Octopussy wurde sie mit der Nummer der deutschen Lokomotive 62 015 verwendet.[7] 1995 erwarb sie der Verein Nordsjællands Veterantog.